# Gariès
Gariès est une commune française située dans le sud-ouest du département de Tarn-et-Garonne, en région Occitanie.
Sur le plan historique et culturel, la commune est dans la Lomagne, une ancienne circonscription de la province de Gascogne ayant titre de vicomté, surnommée « Toscane française ».
Exposée à un climat océanique altéré, elle est drainée par le Lambon, le ruisseau de Nadesse et par divers autres petits cours d'eau. La commune possède un patrimoine naturel remarquable composé d'une zone naturelle d'intérêt écologique, faunistique et floristique.
Gariès est une commune rurale qui compte 128 habitants en 2022, après avoir connu un pic de population de 560 habitants en 1831.  Elle fait partie de l'aire d'attraction de Toulouse. Ses habitants sont appelés les Garites ou 0.

## Géographie

### Localisation
Commune située en Lomagne sur le Lambon, elle est limitrophe du département de la Haute-Garonne.

### Communes limitrophes
Gariès est limitrophe de six autres communes dont deux dans le département de la Haute-Garonne.
Les communes limitrophes sont  Bouillac, Cabanac-Séguenville, Escazeaux, Faudoas, Lagraulet-Saint-Nicolas et Le Causé.
| Faudoas  | Escazeaux                           | Bouillac                                |
| Le Causé | Gariès                              | Lagraulet-Saint-Nicolas (Haute-Garonne) |
|          | Cabanac-Séguenville (Haute-Garonne) |                                         |

### Géologie et relief
La superficie de la commune est de 1 415 hectares ; son altitude varie de 163  à   277 mètres.

### Hydrographie

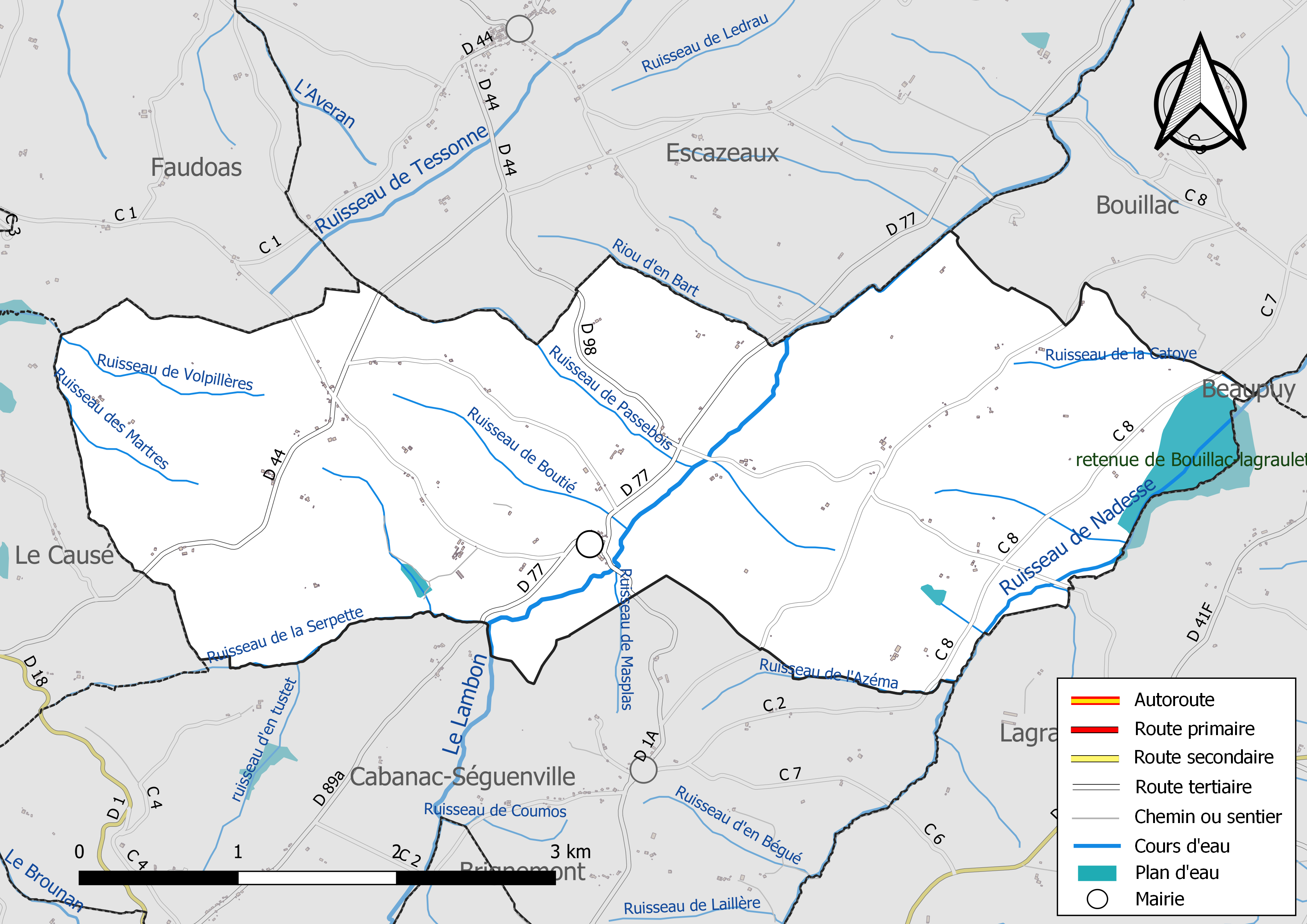
Réseaux hydrographique et routier de Gariès.

La commune est dans le bassin versant de la Garonne, au sein du bassin hydrographique Adour-Garonne. Elle est drainée par le Lambon, le ruisseau de Nadesse, Riou d'en Bart, le ruisseau de Boutié, le ruisseau de Capèle, le ruisseau de la Catoye, le ruisseau de la Serpette, le ruisseau de l'Azéma, le ruisseau de Masplas, le ruisseau d'en tustet, le ruisseau de Passebois, le ruisseau des Martres, le ruisseau de Volpillères et par divers petits cours d'eau, constituant un réseau hydrographique de 20 km de longueur totale,.
Le Lambon, d'une longueur totale de 25,8 km, prend sa source dans la commune de Brignemont et s'écoule du sud-ouest vers le nord-ouest. Il traverse la commune et se jette dans la Garonne à Mas-Grenier, après avoir traversé 9 communes.
Le ruisseau de Nadesse, d'une longueur totale de 23,9 km, prend sa source dans la commune de Cox et s'écoule du sud-ouest vers le nord-ouest. Un barrage sur son cours a généré le lac de Gariès de 43 hectares en grande partie sur la commune et destiné à l'irrigation. Il traverse la commune et se jette dans la Garonne à Verdun-sur-Garonne, après avoir traversé 7 communes.

### Climat
Pour des articles plus généraux, voir Climat de l'Occitanie et Climat de Tarn-et-Garonne.
En 2010, le climat de la commune est de type climat du Bassin du Sud-Ouest, selon une étude du Centre national de la recherche scientifique s'appuyant sur une série de données couvrant la période 1971-2000. En 2020, Météo-France publie une typologie des climats de la France métropolitaine dans laquelle la commune est exposée à un climat océanique altéré et est dans la région climatique Aquitaine, Gascogne, caractérisée par une pluviométrie abondante au printemps, modérée en automne, un faible ensoleillement au printemps, un été chaud (19,5 °C), des vents faibles, des brouillards fréquents en automne et en hiver et des orages fréquents en été (15 à 20 jours).
Pour la période 1971-2000, la température annuelle moyenne est de 13,1 °C, avec une amplitude thermique annuelle de 16 °C. Le cumul annuel moyen de précipitations est de 733 mm, avec 9,8 jours de précipitations en janvier et 5,8 jours en juillet. Pour la période 1991-2020, la température moyenne annuelle observée sur la station météorologique de Météo-France la plus proche, « Ste-Anne », sur la commune de Sainte-Anne à 8 km à vol d'oiseau, est de 13,6 °C et le cumul annuel moyen de précipitations est de 676,2 mm. 
La température maximale relevée sur cette station est de 43,2 °C, atteinte le 13 août 2003 ; la température minimale est de −14 °C, atteinte le 9 février 2012,,.
Les paramètres climatiques de la commune ont été estimés pour le milieu du siècle (2041-2070) selon différents scénarios d'émission de gaz à effet de serre à partir des nouvelles projections climatiques de référence DRIAS-2020. Ils sont consultables sur un site dédié publié par Météo-France en novembre 2022.

### Milieux naturels et biodiversité

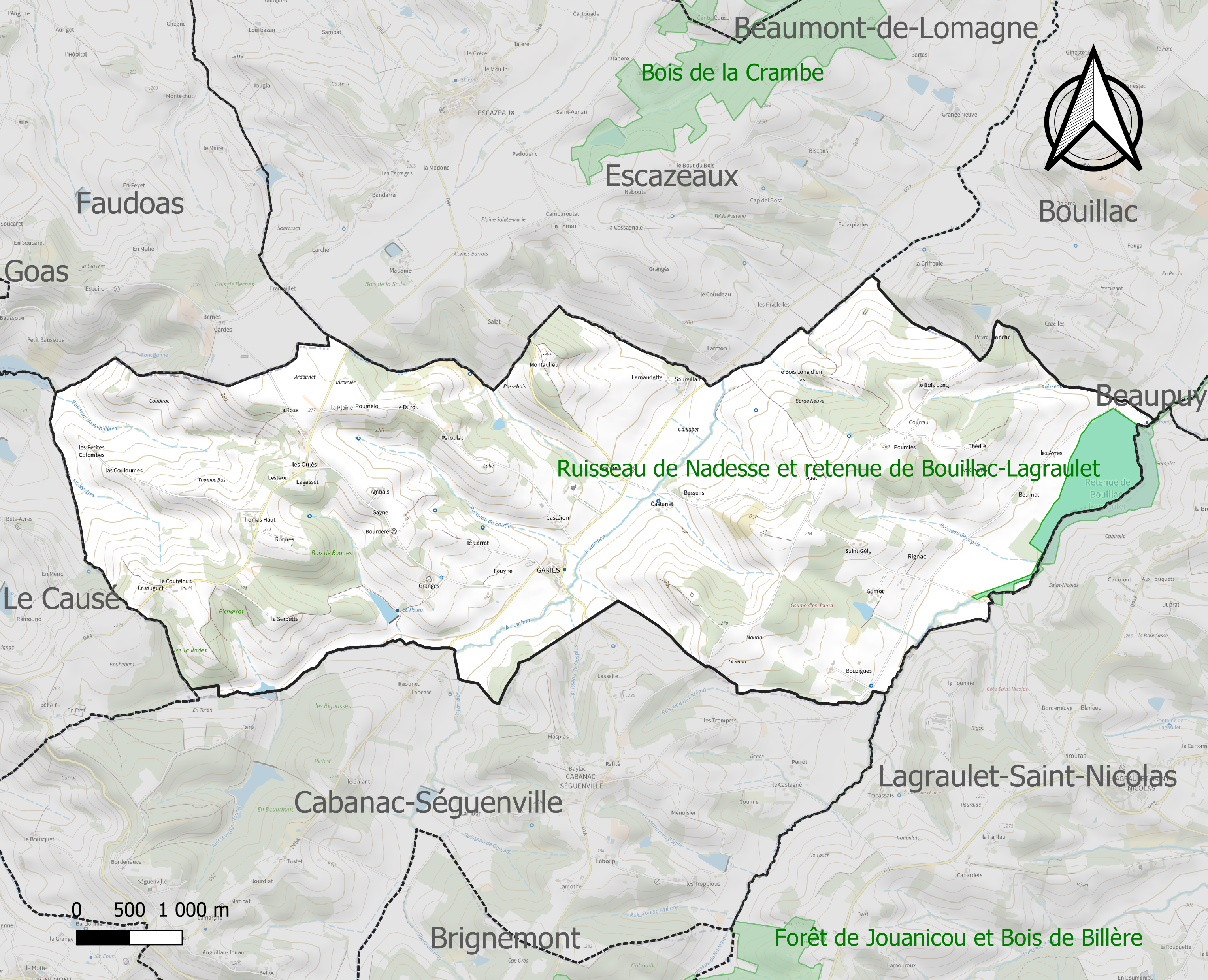
Carte de la ZNIEFF de type 1 localisée sur la commune.

L’inventaire des zones naturelles d'intérêt écologique, faunistique et floristique (ZNIEFF) a pour objectif de réaliser une couverture des zones les plus intéressantes sur le plan écologique, essentiellement dans la perspective d’améliorer la connaissance du patrimoine naturel national et de fournir aux différents décideurs un outil d’aide à la prise en compte de l’environnement dans l’aménagement du territoire.
Une ZNIEFF de type 1 est recensée sur la commune :
le « ruisseau de Nadesse et retenue de Bouillac-Lagraulet » (49 ha), couvrant 4 communes dont une dans la Haute-Garonne et trois dans le Tarn-et-Garonne.

## Urbanisme

### Typologie
Au 1er janvier 2024, Gariès est catégorisée commune rurale à habitat très dispersé, selon la nouvelle grille communale de densité à sept niveaux définie par l'Insee en 2022.
Elle est située hors unité urbaine. Par ailleurs la commune fait partie de l'aire d'attraction de Toulouse, dont elle est une commune de la couronne,. Cette aire, qui regroupe 527 communes, est catégorisée dans les aires de 700 000 habitants ou plus (hors Paris),.

### Occupation des sols
L'occupation des sols de la commune, telle qu'elle ressort de la base de données européenne d’occupation biophysique des sols Corine Land Cover (CLC), est marquée par l'importance des territoires agricoles (84,1 % en 2018), une proportion sensiblement équivalente à celle de 1990 (84 %). La répartition détaillée en 2018 est la suivante : 
terres arables (74,5 %), forêts (13,4 %), zones agricoles hétérogènes (9 %), eaux continentales (2,5 %), prairies (0,6 %). L'évolution de l’occupation des sols de la commune et de ses infrastructures peut être observée sur les différentes représentations cartographiques du territoire : la carte de Cassini (XVIIIe siècle), la carte d'état-major (1820-1866) et les cartes ou photos aériennes de l'IGN pour la période actuelle (1950 à aujourd'hui).

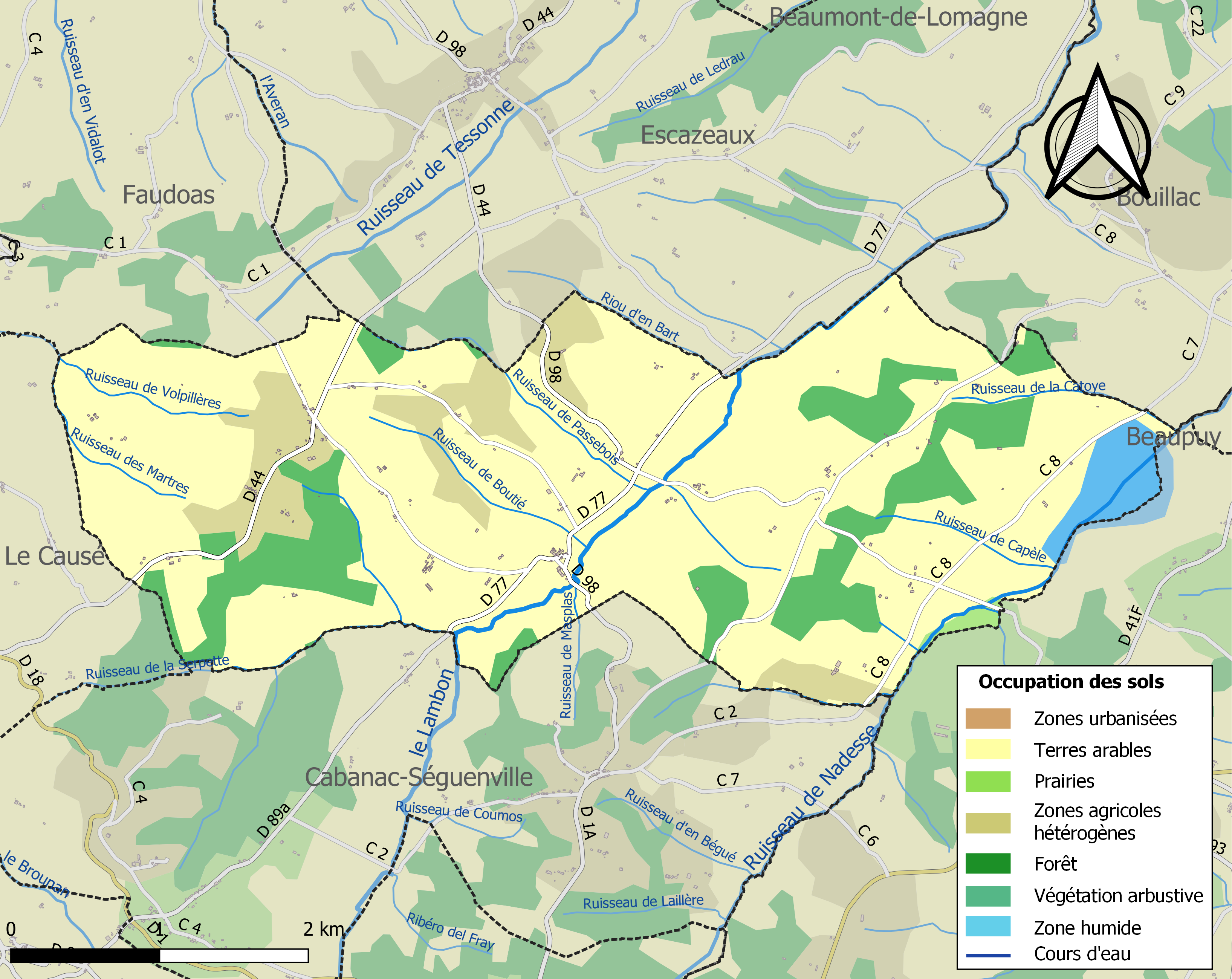
Carte des infrastructures et de l'occupation des sols de la commune en 2018 (CLC).

### Risques majeurs
Le territoire de la commune de Gariès est vulnérable à différents aléas naturels : météorologiques (tempête, orage, neige, grand froid, canicule ou sécheresse), inondations, mouvements de terrains et séisme (sismicité très faible). Il est également exposé à un risque technologique,  le transport de matières dangereuses. Un site publié par le BRGM permet d'évaluer simplement et rapidement les risques d'un bien localisé soit par son adresse soit par le numéro de sa parcelle.

#### Risques naturels
Certaines parties du territoire communal sont susceptibles d’être affectées par le risque d’inondation par débordement de cours d'eau, notamment le Lambon et le ruisseau de Nadesse. La cartographie des zones inondables en ex-Midi-Pyrénées réalisée dans le cadre du XIe Contrat de plan État-région, visant à informer les citoyens et les décideurs sur le risque d’inondation, est accessible sur le site de la DREAL Occitanie. La commune a été reconnue en état de catastrophe naturelle au titre des dommages causés par les inondations et coulées de boue survenues en 1982, 1996, 1999, 2015 et 2018,.
Gariès est exposée au risque de feu de forêt. Le département de Tarn-et-Garonne présentant toutefois globalement un niveau d’aléa moyen à faible très localisé, aucun Plan départemental de protection des forêts contre les risques d’incendie de forêt (PFCIF) n'a été élaboré. Le débroussaillement aux abords des maisons constitue l’une des meilleures protections pour les particuliers contre le feu,.

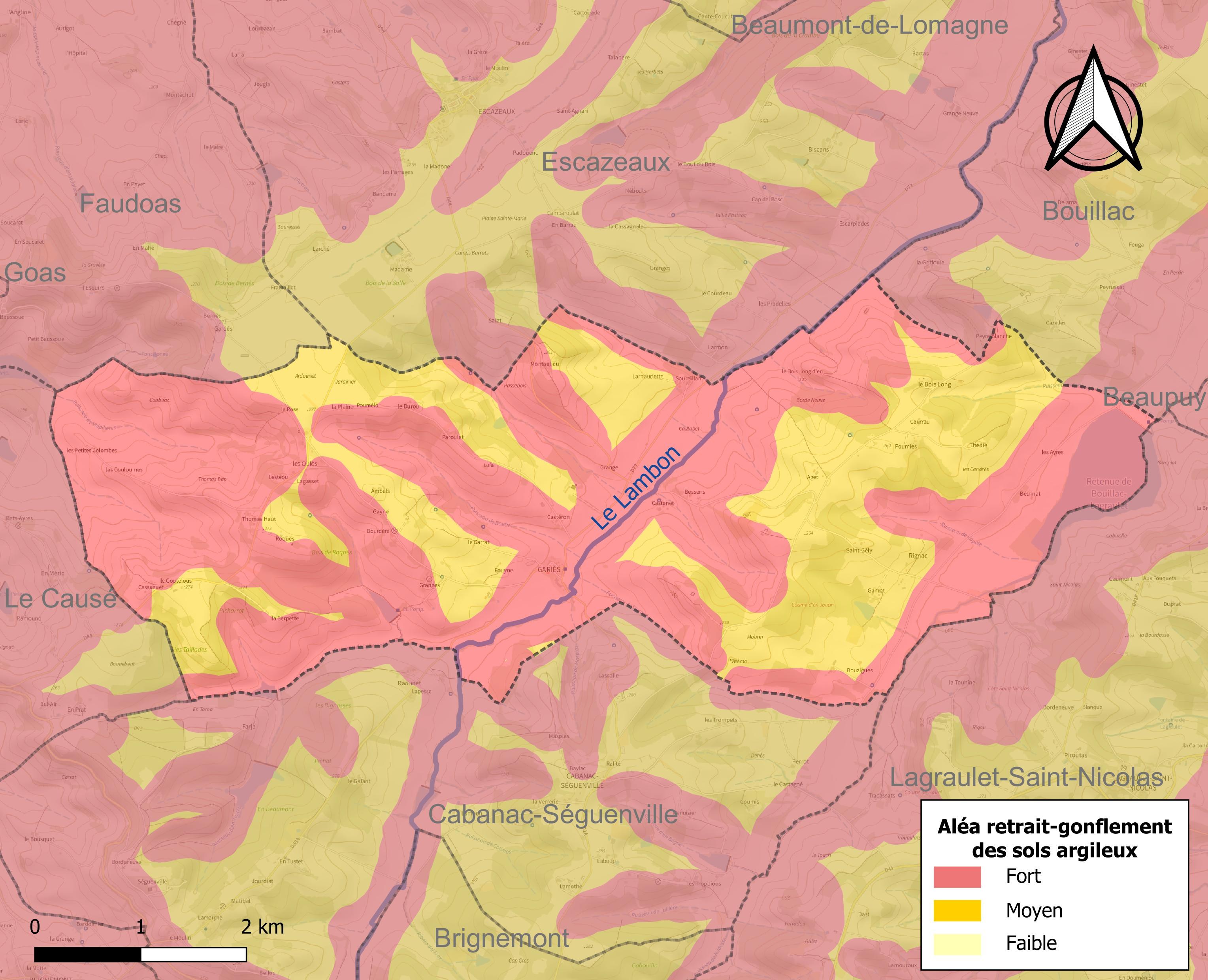
Carte des zones d'aléa retrait-gonflement des sols argileux de Gariès.

Les mouvements de terrains susceptibles de se produire sur la commune sont des tassements différentiels.
Le retrait-gonflement des sols argileux est susceptible d'engendrer des dommages importants aux bâtiments en cas d’alternance de périodes de sécheresse et de pluie. La totalité de la commune est en aléa moyen ou fort (92 % au niveau départemental et 48,5 % au niveau national). Sur les 73 bâtiments dénombrés sur la commune en 2019, 73 sont en aléa moyen ou fort, soit 100 %, à comparer aux 96 % au niveau départemental et 54 % au niveau national. Une cartographie de l'exposition du territoire national au retrait gonflement des sols argileux est disponible sur le site du BRGM,.
Par ailleurs, afin de mieux appréhender le risque d’affaissement de terrain, l'inventaire national des cavités souterraines permet de localiser celles situées sur la commune.
Concernant les mouvements de terrains, la commune a été reconnue en état de catastrophe naturelle au titre des dommages causés par la sécheresse en 1989, 1999, 2003 et 2011 et par des mouvements de terrain en 1999.

#### Risques technologiques
Le risque de transport de matières dangereuses sur la commune est lié à sa traversée par des infrastructures routières ou ferroviaires importantes ou la présence d'une canalisation de transport d'hydrocarbures. Un accident se produisant sur de telles infrastructures est susceptible d’avoir des effets graves sur les biens, les personnes ou l'environnement, selon la nature du matériau transporté. Des dispositions d’urbanisme peuvent être préconisées en conséquence.

## Histoire
Le 25 avril 1552, Noble Gilis de Leaumont seigneur de Puygailhard, Gariès et autres places donne à Noble Jehan de Leaumont « cappitaine de chevalerie légière » son frère pour sa part  des biens paternels et maternels estimés à 5 000 livres, la seigneurie de Gariès avec toutes ses dépendances sauf le moulin qui était commencé à bâtir aux Turratz avec pacte de rachat. Jehan de Léaumont ayant besoin d'argent la vendit à  Charles de Peyrusse des Cars, évêque de Poitiers. Finalement par revente elle retourna en 1566 au seigneur de Puygailhard (parchemin inédit).

## Politique et administration
| Période                                  | Période  | Identité       | Étiquette | Qualité |
| ---------------------------------------- | -------- | -------------- | --------- | ------- |
| mars 2001                                | 2008     | André Gissot   |           |         |
| mars 2008                                | En cours | Philippe Tonin |           |         |
| Les données manquantes sont à compléter. |          |                |           |         |

## Population et société

### Démographie
L'évolution du nombre d'habitants est connue à travers les recensements de la population effectués dans la commune depuis 1793. Pour les communes de moins de 10 000 habitants, une enquête de recensement portant sur toute la population est réalisée tous les cinq ans, les populations de référence des années intermédiaires étant quant à elles estimées par interpolation ou extrapolation. Pour la commune, le premier recensement exhaustif entrant dans le cadre du nouveau dispositif a été réalisé en 2005.

En 2022, la commune comptait 128 habitants, en évolution de +11,3 % par rapport à 2016 (Tarn-et-Garonne : +3,12 %, France hors Mayotte : +2,11 %).
| 1793 | 1800 | 1806 | 1821 | 1831 | 1836 | 1841 | 1846 | 1851 |
| ---- | ---- | ---- | ---- | ---- | ---- | ---- | ---- | ---- |
| 506  | 502  | 500  | 527  | 560  | 526  | 529  | 481  | 458  |

| 1856 | 1861 | 1866 | 1872 | 1876 | 1881 | 1886 | 1891 | 1896 |
| ---- | ---- | ---- | ---- | ---- | ---- | ---- | ---- | ---- |
| 456  | 438  | 428  | 433  | 439  | 411  | 384  | 334  | 324  |

| 1901 | 1906 | 1911 | 1921 | 1926 | 1931 | 1936 | 1946 | 1954 |
| ---- | ---- | ---- | ---- | ---- | ---- | ---- | ---- | ---- |
| 312  | 304  | 297  | 251  | 231  | 198  | 236  | 231  | 213  |

| 1962 | 1968 | 1975 | 1982 | 1990 | 1999 | 2005 | 2006 | 2010 |
| ---- | ---- | ---- | ---- | ---- | ---- | ---- | ---- | ---- |
| 182  | 151  | 125  | 115  | 112  | 106  | 103  | 101  | 106  |

| 2015 | 2020 | 2022 | - | - | - | - | - | - |
| ---- | ---- | ---- | - | - | - | - | - | - |
| 116  | 125  | 128  | - | - | - | - | - | - |

| selon la population municipale des années : | 1968 | 1975 | 1982 | 1990 | 1999 | 2006 | 2009 | 2013 |
| Rang de la commune dans le département      | 169  | 162  | 151  | 172  | 180  | 181  | 183  | 181  |
| Nombre de communes du département           | 195  | 195  | 195  | 195  | 195  | 195  | 195  | 195  |

### Enseignement
Gariès fait partie de l'académie de Toulouse.

### Activités sportives
Chasse, pétanque,

## Économie

### Emploi
|                | 2008  | 2013   | 2018   |
| -------------- | ----- | ------ | ------ |
| Commune        | 3 %   | 7,2 %  | 5,6 %  |
| Département    | 8,4 % | 10,2 % | 10,3 % |
| France entière | 8,3 % | 10 %   | 10 %   |

En 2018, la population âgée de 15 à 64 ans s'élève à 67 personnes, parmi lesquelles on compte 70,4 % d'actifs (64,8 % ayant un emploi et 5,6 % de chômeurs) et 29,6 % d'inactifs,. Depuis 2008, le taux de chômage communal (au sens du recensement) des 15-64 ans est inférieur à celui de la France et du département.
La commune fait partie de la couronne de l'aire d'attraction de Toulouse, du fait qu'au moins 15 % des actifs travaillent dans le pôle,. Elle compte 17 emplois en 2018, contre 19 en 2013 et 23 en 2008. Le nombre d'actifs ayant un emploi résidant dans la commune est de 44, soit un indicateur de concentration d'emploi de 39,2 % et un taux d'activité parmi les 15 ans ou plus de 45,9 %.
Sur ces 44 actifs de 15 ans ou plus ayant un emploi, 10 travaillent dans la commune, soit 23 % des habitants. Pour se rendre au travail, 83 % des habitants utilisent un véhicule personnel ou de fonction à quatre roues, 6,4 % s'y rendent en deux-roues, à vélo ou à pied et 10,6 % n'ont pas besoin de transport (travail au domicile).

### Activités hors agriculture
10 établissements sont implantés  à Gariès au 31 décembre 2019.
Le secteur des autres activités de services est prépondérant sur la commune puisqu'il représente 20 % du nombre total d'établissements de la commune (2 sur les 10 entreprises implantées  à Gariès), contre 9,3 % au niveau départemental.

### Agriculture
|               | 1988  | 2000 | 2010 | 2020  |
| ------------- | ----- | ---- | ---- | ----- |
| Exploitations | 26    | 14   | 11   | 9     |
| SAU (ha)      | 1 035 | 997  | 834  | 1 007 |

La commune est dans les « Coteaux du Gers », une petite région agricole située dans le sud du département de Tarn-et-Garonne, ne couvrant que cinq communes. En 2020, l'orientation technico-économique de l'agriculture  sur la commune est la culture de céréales et/ou d'oléoprotéagineuses. Neuf exploitations agricoles ayant leur siège dans la commune sont dénombrées lors du recensement agricole de 2020 (26 en 1988). La superficie agricole utilisée est de 1 007 ha,,.

## Culture locale et patrimoine

### Lieux et monuments
- Église Saint-Jacques de Gariès et ses peintures du chœur signées René Lala-Gaillard. L'édifice est référencé dans la base Mérimée et à l'Inventaire général Région Occitanie[37]. Plusieurs objets sont référencés dans la base Palissy[37].
- Lac de Gariès, partagé avec la commune haut-garonnaise de Lagraulet-Saint-Nicolas, est un site ornithologique et de pêche de 43 hectares.

## Pour approfondir